# Hänsch-Arena
El Hänsch-Arena es un estadio de fútbol ubicado en la ciudad de Meppen en el estado de Baja Sajonia en el distrito Emsland. Es utilizado por el club de fútbol SV Meppen y actualmente ofrece espacio para 13 815 espectadores.

## Historia
En 1924, el campo deportivo Meppen se construyó en la calle Lathen al norte de la ciudad. Tres años más tarde, en el 80 ° cumpleaños del presidente del Reich Paul von Hindenburg, se autorizó el cambio de nombre a Hindenburgstadion. Incluso en este momento, el SV Meppen jugó sus partidos de liga aquí. Desde 1962 hay una tribuna cubierta. El antiguo stand del oeste fue renovado, cubierto y provisto de vestuarios. Siete años después, siguieron los mástiles de los focos de luz, que tuvieron que ser desmantelados debido a la descomposición en la década de 1970. Finalmente, en 1985, se construyó una nueva oficina, vestuarios nuevos y un restaurante en el lado sur del estadio en un complejo de edificios.
En 1992, el estadio fue renombrado como Emslandstadion basado en el distrito original. En 1993 hubo el último gran cambio. Debido a las condiciones de la DFB, el área de juego tuvo que ser incrementada. En el mismo año, la tribuna se construyó en el lado este (también llamado "New Tribune"), con capacidad para 3100 y 1400 de pie. La denominación de estadio de atletismo se convirtió en un puro estadio de fútbol. Las pistas se eliminaron en consecuencia. En el área de la curva norte (área de invitados) esto todavía se notaba durante mucho tiempo, porque allí los espectadores, a diferencia del resto de la zona, estaban bastante lejos de la acción en el campo. En 1996, se construyó un nuevo sistema de iluminación.
El período de mayor éxito experimentado el Estadio Meppen Emsland fue en los años 1987 a 1998, cuando el club aquí realizaba sus juegos de la 2. Bundesliga. Sin embargo, fue seguido por el descenso a la Regionalliga y la Oberliga. Desde 2011, el equipo femenino del Meppen juega sus partidos de local en el estadio Meppen en la  2. Bundesliga Nord.
En noviembre de 2005, los derechos del nombre se vendieron a Vivaris GmbH durante cinco años y desde entonces se ha llamado al estadio Vivaris Arena Emsland. De 2011 a 2013, el estadio fue nombrado MEP Arena, después del patrocinador  Meppener Shopping Passage .
Después del ascenso a la 3. Liga para la temporada 2017/18 se determinó en el contexto de una inspección del estadio que se realizarán una serie de medidas en el estadio para obtener la licencia. Se deben invertir alrededor de 2 millones de euros para instalar asientos en lugar de bancos y nuevas luminarias, tumbar la separación y cumplir con diversos aspectos de seguridad. Además, se renovó la curva norte, que ahora está mucho más cerca del campo.

## Datos
- Sistema de luminarias (750 Lux)
- Marcador en el sur con 6 × 4 metros
- Capacidad: 13 815 espectadores, de los cuales
  - 4600 asientos cubiertos
  - 3000 lugares de pie cubiertos
  - 8900 lugares de pie descubiertos